# Nauru i olympiska sommarspelen 2008
Nauru i olympiska sommarspelen 2008 bestod av en idrottare som blivit uttagen av Naurus olympiska kommitté.

## Tyngdlyftning
Huvudartikel: Tyngdlyftning vid olympiska sommarspelen 2008

### Herrar +105kg
- Tisdagen 19 augusti 2008

| Namn          | Klass   | Vikt (kg) | Ryck (kg) | Ryck (kg) | Stöt (kg) | Stöt (kg) | Totalt (kg) | Plac. |
| Namn          | Klass   | Vikt (kg) | Resultat  | Plac.     | Resultat  | Plac.     | Totalt (kg) | Plac. |
| ------------- | ------- | --------- | --------- | --------- | --------- | --------- | ----------- | ----- |
| Itte Detenamo | +105 kg | 148,8     | 175       | 9         | 210       | 10        | 385         | 10    |